# Stoebe
Stoebe là một chi thực vật có hoa trong họ Cúc (Asteraceae).

## Loài
Chi Stoebe gồm các loài: